# Yves Larock
Yves "Larock" Cheminade är en DJ och musikproducent från Schweiz. Han är medlem i Africanism All Stars, ett franskt DJ-projekt.
Hans singel "Rise Up" toppade plats 13 i den brittiska singellistan under veckan som följde efter söndagen den 18 augusti 2007.
I Malta började "Rise Up" spelas tidigt i juni, och mot slutet av juli, augusti och september blev den en superhit och nådde fantastisk framgång i hela landet. Låten toppade listorna i flera veckor och blev kvar där i flera månader.

## Diskografi

### Album
- 2008: Rise Up
- 2008 : Manego

### Singlar
- 2004: Aiaka
- 2004: Zookey (Lift Your Leg Up) (featuring Roland Richards : Africanism All Stars)
- 2005: Red Dragon
- 2006: Losing Track of Time (Yves Larock & JD Davis)
- 2006: Something on Your Mind (featuring Discokidz)
- 2007: Rise Up (featuring Jaba)
- 2008: By your Side (featuring Jaba)
- 2008: Say Yeah (featuring Jaba)
- 2009: Listen to the Voice Inside (featuring Steve Edwards)
- 2009: Million Miles (featuring Fred Barrys)
- 2010: Girls (featuring Tony Sylla, Tara McDonald)
- 2010: Until Tomorrow (featuring Trisha)
- 2010: Milky Way (featuring Trisha)

### EP:s
- 2005: Yves Larock EP
- 2008: 2008 Summer EP

### Remixar
- 2002: Dirty Rockerz - Let's Get Mad (Yves Larock Remix)
- 2005: Dub Deluxe - Sex on Sax (Yves Larock 'n' Yann Remix)
- 2005: Yves Cheminade (alias Yves Larock) - Vibenight (Yves Larock & Ludovic B Mix)
- 2006: Major Boys vs. Kim Wilde - Friday Night Kids (Yves Larock Remix)
- 2006: Tune Brothers - Serenata (Yves Larock 'n' Yann Remix)
- 2008: Sunchasers - The Real Thing (Yves LaRock Remix)
- 2008: JD Davis - Thrill Factor (World Cup 2008) (Yves Larock Dub Mix)
- 2009: Cruzaders featuring Terri B - One Nation (Yves Larock Remix)
- 2009: Rico Bernasconi - Hit the Dust (Yves Larock Remix)
- 2009: Subdelux - Paparazzi (Yves Larock Club Edit)
- 2010: Akcent  - That's My Name (Yves Larock Radio Edit)
- 2010: Guru Josh & Igor Blaska  - Eternity (Yves Larock Remix)

Källa: